# Вавакин, Леонид Васильевич
Леонид Васильевич Вава́кин (6 апреля 1932, Москва — 23 августа 2019) — советский и российский архитектор и градостроитель, главный архитектор Москвы (1977, 1987—1996), главный архитектор Московской области (1977—1981). Заслуженный архитектор РСФСР (1981), почётный архитектор РФ (2001), академик Российской академии архитектуры и строительных наук (1992; в 1996—2003 — вице-президент), Российской академии художеств (1995), профессор. Лауреат Премии Совета Министров СССР (1977), Государственной премии Российской Федерации в области архитектуры (1995), Государственной премии Украины в области архитектуры (1997).

## Биография
Родился в Москве 6 апреля 1932 года.
В 1956 году окончил Московский архитектурный институт по специальности архитектор.
В 1956—1978 годах работал в Государственном институте проектирования городов РСФСР, прошёл путь от архитектора до главного архитектора института.
В 1977 году назначен начальником Главного архитектурно-планировочного управления Москвы. В том же году перешёл на должность главного архитектора Главного архитектурно-планировочного управления Московского областного исполнительного комитета (главный архитектор Московской области).
В 1981—1987 годах работал заместителем председателя Государственного комитета по гражданскому строительству и архитектуре (Госгражданстроя) СССР.
В 1987—1996 годах — начальник Главного архитектурно-планировочного управления Москвы, Комитета по архитектуре и градостроительству Москвы (главный архитектор города Москвы).
В 1989―1991 годах избран Народным депутатом СССР от Союза архитекторов СССР и членом Комитета Верховного Совета СССР по вопросам архитектуры и строительства.
В 1996—2003 годах — вице-президент Российской академии архитектуры и строительных наук.
Скончался на 88-м году жизни 23 августа 2019 года. Похоронен в Москве на Троекуровском кладбище.

## Политическая позиция
В марте 2014 года поддержал аннексию Крыма, подписал письмо президенту России Владимиру Путину в поддержку аннексии.

## Работы
Выполнил более 100 градостроительных проектов — районных планировок, генеральных планов, проектов детальных планировок, планировок центров и жилых районов, эскизов застройки населённых пунктов СССР (Анапы, Арзамаса, Владивостока, Дубны, Казани, Калининграда, Красной Поляны, Кстово, Нижнего Тагила, Омска, Орла, Саратова, Свердловска, Славутича, Сочи, Ставрополя, Тайшета, Тбилиси, Туапсе, Тулы, Фрязино, Шахт, Элисты, и других) и Монголии (генеральные планы Улан-Батора, Эрдэнэта). Выполнил проект застройки центральной части столицы Казахстана Астаны. Под руководством Л. В. Вавакина разработан Генеральный план развития Москвы и Московской области, Программа регенерации исторического центра столицы, Генеральная схема охраны природы и создание заповедников России.

## Награды
- Медаль ордена «За заслуги перед Отечеством» II степени (28 декабря 1995 года) — за заслуги перед государством, успехи, достигнутые в реализации комплексной программы строительства, реконструкции и реставрации исторических и культурных объектов города Москвы[4].
- Заслуженный архитектор РСФСР (1981).
- Почётный архитектор РФ (2001).
- Государственной премии Российской Федерации в области архитектуры (29 мая 1995 года) — за здание жилого многофункционального комплекса «Парк Плейс» в г. Москве[5].
- Государственная премия Украины в области архитектуры (17 июня 1997 года) — за архитектуру города Славутича Киевской области[6].
- Премия Совета Министров СССР (1977).